# Sự chậm trễ
Chậm trễ là thói quen trễ nải hoặc trì hoãn đến đích. Trễ là một hình thức hành vi sai trái có thể bị trừng phạt một cách chính thức ở nhiều nơi, chẳng hạn như nơi làm việc, trường học, vv Một đặc điểm tính cách trái ngược là tính đúng giờ.

## Sự chậm trễ tại nơi làm việc

### Hoa Kỳ
Sự chậm trễ tại nơi làm việc là một trong những vấn đề về sự có mặt, cùng với sự vắng mặt của công việc và thất bại để thông báo đúng về sự vắng mặt hoặc trễ.
Để làm việc đúng giờ là nghĩa vụ mặc nhiên trừ khi có quy định khác. Đó là lý do pháp lý để sa thải nếu sự thiếu trách nhiệm là rõ ràng: sự chậm trễ lặp đi lặp lại mà không có lý do thuyết phục, chậm trễ liên quan đến hành vi sai trái khác, và sự chậm trễ không thể tha thứ dẫn đến mất mát lợi ích của người chủ.
Nếu chậm trễ là không đáng kể hoặc không can thiệp vào hoạt động của nhà tuyển dụng, nó không được coi là hành vi sai trái một cách hợp pháp.

## Đặc điểm của người quen trễ nải
Diana DeLonzor trong cuốn sách của cô Không bao giờ trễ lần nữa: 7 giải pháp cho thách thức đúng giờ  phân loại người có thói quen chậm trễ thành bảy loại:
- "người lý sự" khăng khăng đòi đổ lỗi cho hoàn cảnh thay vì thừa nhận trách nhiệm về sự chậm trễ.
- "người sản xuất" cố gắng làm càng nhiều càng tốt trong thời gian có sẵn và kết quả là có những khó khăn với lịch trình quá chặt chẽ.
- "người nước đến chân mới nhảy" thích adrenaline rush trong các nỗ lực để đánh bại mục tiêu thời gian.
- "người đam mê" có một chút tự chủ.
- "kẻ nổi loạn"  làm trễ bất chấp uy quyền và các quy tắc.
- "giáo sư vắng mặt".
- "người lãng tránh" đặt ưu tiên cao hơn cho nhu cầu của riêng họ so với tính đúng giờ.

## Các định kiến chủng tộc
Có một số định kiến liên quan đến sự chậm trễ với một số loại người nhất định.
Thời gian châu Phi là xu hướng văn hóa được cảm nhận đối với một thái độ thoải mái hơn đối với thời gian giữa những người châu Phi ở cả châu Phi và nước ngoài. Nó thường được sử dụng trong một cảm giác theo hướng miệt thị và phân biệt chủng tộc về sự chậm trễ trong các cuộc hẹn, các cuộc họp và các sự kiện, nhưng nó cũng nói về lối sống nhàn nhã hơn, thoải mái và ít được sắp xếp chặt chẽ hơn ở các nước châu Phi, đặc biệt là trái ngược với nhịp độ liên tục của cuộc sống hàng ngày ở các nước phương Tây. Thời gian CP (từ "Thời gian của người da màu") là một biểu thức của người Mỹ có niên đại tương tự như đề cập đến một định kiến đối với người Mỹ gốc Phi vì thường xuyên trễ.
Các thuật ngữ khác đề cập đến một thái độ mất thời gian bao gồm "thời gian Hawaii" và "thời gian trên đảo".
"Fiji Time" là một câu nói địa phương ở Fiji đề cập đến tốc độ chậm trên đảo, và nó được sử dụng rộng rãi bởi các doanh nghiệp tập trung vào quảng cáo và các sản phẩm và đồ lưu niệm.
Một thuật ngữ tương tự cũng có thể áp dụng cho người Nam Á dưới dạng "thời gian tiêu chuẩn Ấn Độ" hoặc "IST".